# Shani Sharaizin
Shani Sharaizin (27 de julio de 2005) es una deportista israelí que compite en natación sincronizada. Ganó dos medallas en los Juegos Europeos de Cracovia 2023, oro en combinación libre y bronce en equipo libre.

## Palmarés internacional
| Juegos Europeos | Juegos Europeos    | Juegos Europeos   | Juegos Europeos   |
| Año             | Lugar              | Medalla           | Prueba            |
| --------------- | ------------------ | ----------------- | ----------------- |
| 2023            | Oświęcim (Polonia) | Medalla de oro    | Combinación libre |
| 2023            | Oświęcim (Polonia) | Medalla de bronce | Equipo libre      |